# Nocny kowboj (film)
Nocny kowboj – amerykański film w reżyserii Johna Schlesingera. Powstał w 1969 roku na podstawie powieści Jamesa Leo Herlihy'ego o tym samym tytule. Obraz został nagrodzony Oscarem w kategorii najlepszy film (1969) oraz BAFTĄ w kategorii „najlepszy film” (1969).

## Fabuła
Joe Buck (Jon Voight), młody chłopak z Teksasu, noszący z zamiłowania kowbojskie stroje, rzuca pracę pomywacza i wyrusza autobusem do Nowego Jorku z nadzieją, że zostanie dobrze opłacanym żigolo. Joego wychowywała babcia. W Teksasie związał się z ładną dziewczyną zwaną Szaloną Annie, która trafiła w końcu do szpitala psychiatrycznego po zbiorowym gwałcie.
Joe chce podbić Nowy Jork, lecz po pierwszej nieudanej próbie zarobkowania (musi sam zapłacić, widząc płaczącą kobietę) chce znaleźć agenta, ten oszukuje go i okrada. Nic mu nie wychodzi, nie potrafi znaleźć ani gotowych płacić klientek, ani – w desperacji – klientów. Po wyczerpaniu się pieniędzy traci miejsce zamieszkania w hotelu i zatrzymuje się w budynku przeznaczonym do wyburzenia u poznanego drobnego złodziejaszka i oszusta, utykającego Enrica „Ratso” Rizzo (Dustin Hoffman), którego ojciec był niepiśmiennym pucybutem w metrze nowojorskim. Ratso kaszle i stan jego zdrowia systematycznie się pogarsza.
Radośniejszy moment następuje, gdy ci dwaj trafiają na awangardową imprezę w The Factory w stylu Warhola, gdzie mogą najeść się do syta. Joe ma halucynacje po zażyciu narkotyków. Noc spędza z kobietą, która płaci mu 20 dolarów, mimo jego początkowej impotencji. Potem poleca go przyjaciółkom.
Niestety, właśnie wtedy poważnie już chory Ratso wymusza na Joem wyjazd do Miami na Florydzie, które wyobraża sobie jako raj na ziemi.

## Obsada
- Dustin Hoffman jako Enrico „Ratso” Rizzo
- Jon Voight jako Joe Buck
- Sylvia Miles jako Cass
- John McGiver(inne języki) jako pan O’Daniel
- Brenda Vaccaro jako Shirley
- Barnard Hughes jako Towny
- Jennifer Salt(inne języki) jako Szalona Annie

i inni